# Ivo Ferreira
Pour les articles homonymes, voir Ferreira.
Ivo Ferreira, né en septembre 1975 à Lisbonne (Portugal), est un réalisateur, scénariste et acteur portugais.

## Filmographie partielle

### Comme réalisateur
- 1997 : O Homem da Bicicleta
- 1999 : O Que Foi?
- 2002 : Em Volta
- 2004 : Salto em Barreira
- 2009 : Águas Mil
- 2010 : O Estrangeiro
- 2010 : Vai com o vento
- 2012 : Na Escama do Dragão
- 2016 : Cartas da Guerra

### Comme acteur
- 1985 : Amadis (TV) : Gandalin (criança)
- 1999 : O Que Foi?
- 2001 : Rasganço : Miguel
- 2005 : Até Amanhã, Camaradas (feuilleton TV) : Sagarra
- 2008 : Veneno Cura : Customer at 'Imperatriz'
- 2011 : A Vida Queima

## Récompenses et distinctions
- 2017 : Prix Sophia du meilleur réalisateur et du meilleur film pour Lettres de la guerre